# Prackenbach
Prackenbach es un municipio situado en el distrito de Regen, en el estado federado de Baviera (Alemania), con una población a finales de 2016 de unos 2704 habitantes.
Se encuentra ubicado al este del estado, en la región de Baja Baviera, en el bosque bávaro cerca de la orilla del Río Regen —un afluente izquierdo del Danubio— y de la frontera con República Checa.